# Сновичі
Сно́вичі — село в Україні, в Золочівському районі Львівської області. Село Сновичі — одне із давніх сіл Золочівщини. Перша згадка про село датується 1459 роком. Воно лежить в улоговині Опілля вздовж річки Самець, яка вливається у Золоту Липу. Воно є найбільшим серед довколишніх сіл: Вороняки, Поляни (колись Риків), Красносільці, Чижів, Підгір'я і Ремезівці.
Населення — 1325 особа. Орган місцевого самоврядування — Поморянська селищна рада.

## Походження назви
Давніша назва села — Снович. Існує дві версії походження назви села. Перша — назва «Сновичі» пішла від слова «снувати», «засновувати». Друга — назва села походить від слова «сновиди».

## Історія
Село Снович у давні часи було оточене (ніби сховане у лісах з усіх сторін, ніби захищене від нападу ворогів) лісами та горами. Люди села Снович зазнали татарських нападів в 1514, 1515 , 1519 і 1649 роках.
Населення села складалося з українців та невеликої кількості жидів і поляків. В 1723 р. Снович вже належав Якову Соб'єському, який дав село своєму братові Константину, який відпустив пізніше ще одному братові — Марку.

## Освіта
На початку 19-го століття в селі Сновичі(1902 р.) була уже кам'яна так звана статова школа на два класи. Вона діяла до 1941 року. Вона задовольняла дітей не повністю, 1-2 класи орендували у сільських господарів. В цьому будинку жив директор школи і була ще сільська рада. Під час німецької окукпації був директором школи Осович Юліан Вікторович і керував школою до 1948 року. Кількість дітей щоразу збільшувалась і силами жителів села була побудована нова школа — десятирічка. Будувалася вона в 1939—1940 рр. Вона задовольняла село до 1970 року, коли була необхідність добудувати школу. Збудована і діє з 1996 року нова школа. Така школа є гордістю села. Вона задовольняє потреби сучасних вимог освіти України.

## Церква
В селі була уже з XVIII століття дерев'яна церква В 1902—1904 роках були побудовані нова церква і нова школа(кам'яна). Село Чижів належало до с. Сновичі утворювало одну парафію. Снович подарував Чижеву свою маленьку церкву, яка ще є і сьогодні. Сновицька церква Св. Миколая є великою, красивою із дзвіницею (3 дзвони) зазнала канозаційної візитації у 1877 році під діяльністю єпископа Будки. В 2007 році церква зазнала невеликого ремонту (верхня частина під куполами) і помальована фарбою. Стіни церкви у середині оздоблені красивими вишивками.
7 липня 2019 року у селі Сновичі, Золочівського району греко-католицька громада освятила наріжний камінь для майбутнього нового храму.

## Населення
Воно складається з українців. Давніше жили декілька родин євреїв і поляків. Кількість дворів і населення постійно зменшується.
У 1889 році у селі Сновичі було 237 будинків в яких проживали 1608 жителів. В 1889 році дідич (поміщик) мав 712 моргів землі, лук і городів 195 моргів, пасовищ 120 моргів, лісу 877 моргів, разом усієї землі 1904 морги, а усі жителі села мали 3417 моргів. В 1904 році у селі Сновичі було 2428 чоловік, в тому числі — 20 поляків і 32 єврея. Кількість населення зростала до початку Другої світової війни. Після неї кількість населення села різко зменшилось через загибель на фронтах, вивіз в Сибір, концентраційні тюрми і вибуття молодих людей на заробітки в країни Європи та Америки.

## Історичний потенціал села
Після Першої світової війни власником бровара і гуральні був дідич Вайнтрук. Він мав і ще 1/3 усієї землі села. В селі працювало 2 млини (на воді): один у Сновичах, а другий на Пригаті (яка тоді належала до Сновичів). В 30- роках 20-го століття ґуральня була ліквідована, а бровар (пивзавод) купили два брати-мільйонери Шпіндлі, а панська земля зазнала лінитації (продажу її людям). Частина селян купила собі землі по декілька моргів. Ціна 1-го морга становила 600—700 злотих (польська монета). Бровар працював і виробляв доброякісне пиво до 1942 року. Сновицький млин перестав діяти в 1935 році. В 1939 році бровар став державним. Настала Радянська влада. Директором бровару був поставлений радвладою капітан радвлади Кіпніс. З 1941 року по 1942 рік бровар діяв (вже при німецькій окупації Галичини) під керівництвом німця комісара Ляйтера із наближенням фронту був ліквідований. Устаткування заводу було перевезено на пивзавод с. Підгірці Бродівського району.

## Село у воєнний період
Восени 1918 року в результаті розпаду Австро-Угорської монархії була проголошена Західноукраїнська народна республіка(ЗУНР). Легіон УСС (українських стрільців) став ядром збройних сил молодої держави і створення УГА (української галицької армії) під керівництвом Євгена Петрушевича і голови уряду Костя Левицького (Євген Петрушевич- юрист- адвокат, а К. Левицький — письменник).
Впродовж 8-ми місяців УГА стійко боролася проти військ Польщі. Але сили Польщі переважали десятикратно по кількості воїнів і амуніцій сили Галицької армії.
Польська армія на чолі з Юзефом Пілсуцьким при допомозі Франції завоювала усю Галичину. Із села Сновичі учасниками УГА у боротьбі з поляками були 18 чоловік: Бандура Яків, Бандура Теодозій, Бандура Дмитро, Боднар Василь, Гнатів Павло, Дупак Михайло, Коропецький Микола, Навроцький Августин, Ониськів Микола, Прус Харитон, Смолин Антін, Сироватка Іван, Фільварський Іван, Цвігун Гнат, Чіпак Микола, Квас Леонтій, Пеля Павло і Барабаш Василь.
В 1943 році під час німецької окупації в Галичині була створена військова формація — «Дивізія Галичина». Із Снович у цій армії були учасниками: Навроцький Павло, Навроцький Петро, Прус Петро, Мищишин Михайло. Ця Галицька дивізія була створена по ініціативі професора, директора українського крайового комітету Володимира Кубійовича і його заступника (патріота- політика) Костя Паньківського під керівництвом німецького генерала Фріна Фрайтага. Німецька армія і Дивізія Галичина у липні 1944 року були розбиті армією СРСР. За межами Галичини уцілілі рештки Г. Д. були реорганізовані у Першу дивізію Української Національної Армії під керівництвом генерала Павла Шандрука. Ця армія брала участь у боротьбі з червоною партизанкою. Із села Сновичі учасниками її були: Ониськів Григорій і Бандура Ярослав Андрійович.
Після розгрому у 1941 році радянської влади і приходу німецької влади на усій території Галичини були створені так звані сільські боївки УНС (Українська Національна Самооборона). Така боївка утворилася і с. Сновичі. Керівником такої боївки був Смолин Мафтей. Прибула у Галичину Радянська влада із своїми каральними органами (міліція, внутрішні війська, МГБ, КДБ посилила жорстоку боротьбу з людьми, з села Сновичі були репресовані: Смолин Мафтей із сім'єю, Гевко Павло із сім'єю, Бандура Павло із сім'єю, Купин Павло із сім'єю, Дупак Яків із сім'єю, Тиран Онуфрій із сім'єю, Навроцький Ярослав із сім'єю; суджені на різні строки: Бандура Іван, Прус Харитон, Купин Степан, Барабаш Василь, Тиран Петро, Білінський Василь, Гевко Петро, Гіркий Йосип, Навроцька Гелена; вбиті у селі: Барабаш Іван, Тиран Петро, Казьмір Ярослав, Ониськів Петро, Гнатів Володимир.
Загинули Сновичани на німецько- російському фронті 1944—1945 рр.:
Бандура Мирон, Біль Петро, Гарбуз Василь, Дупак Василь, Дупак Михайло, Бабій Микола, Купин Прокіп, Добрянський Олекса, Добрянський Микола, Добрянський Ярослав, Назар Йосип, Назар Семен, Купин Павло, Квас Петро, Чіпак Кіндрат, Лещишин Семен, Польовий Василь, Росіл Іван, Смолин Мафтей, Смолин Яків, Цвігун Мирон, Цяска Гнат, Чіпак Мирон, Тріщ Михайло.
Загинули в селі усі глухі, німі, сліпі, усіх разом 25. За село Сновичі у боротьбі проти німців загинуло 57 солдатів.
Були вбиті у Сновичах: Мисник Іван — уповноважений влади, похований у Поморянах; Литвинчук Адам Павлович — начальник батальйону стрибків, лейтенант радянської армії родом з Вінницької області.

## Відомі люди
Народилися
- Данилович Северин Теофілович — український адвокат, публіцист, громадсько-культурний і політичний діяч.
- Дідула Володимир Петрович — український журналіст, художник.
- Станіслав Стажинський — польський правник і політик, ректор Львівського університету (1913—1914).
- Коропецький Михайло Мафтейович — віце-президент (на громадських засадах) Львівська Торгово-промислова палата, генеральний директор ТзОВ Спільне підприємство «Сігма».